# Resele församling
Resele församling är en församling i Ådalens kontrakt i Härnösands stift. Församlingen ingår i Sollefteå pastorat och ligger i Sollefteå kommun i Västernorrlands län.

## Administrativ historik
Församlingen har medeltida ursprung. 
Församlingen utgjorde tidigt ett eget pastorat för att därefter till 20 augusti 1830 vara moderförsamling i pastoratet Resele, Junsele och Liden. Från 20 augusti 1830 till 1869 moderförsamling i pastoratet Resele och Liden. Från 1869 till 1962 eget pastorat. Från 1962 till 2002 moderförsamling i pastoratet Resele och Ed. Församlingen ingick mellan 2002  och 2021 i Ådals-Liden, Junsele, Resele och Eds pastorat. Församlingen är sedan 2021 del av Sollefteå pastorat.

## Klockare och organister
| Ämbetstid | Namn            | Levnadstid | Övrigt                                 |
| --------- | --------------- | ---------- | -------------------------------------- |
| 1789-1810 | Hans Persson    |            | Klockare                               |
| 1820-1825 | Nils Stenmark   |            | Klockare                               |
| 1848-1866 | Johan Dahlin    | 1809-1866  | Organist och folkskollärare.           |
| 1868-1881 | Petrus Sellgren | 1837-      | Organist, klockare och folkskollärare. |

## Kyrkor
- Resele kyrka